# Платис, Андреас
Андреас Платис (греч.  Ανδρέας Πλατής , 3 ноября 1865 – ? ) - греческий генерал-лейтенант. Отличился в Малоазийском походе греческой армии (1919-1922), в ходе которого VII пехотная дивизия, под его командованием и после ряда блестящих побед, с боями дошла до станции Полатлы, в 80 км от турецкой столицы.

## Молодость
Родился в Афинах в 1865 году. 
Окончил Военное училище эвэлпидов 11 августа 1888 года, в звании младшего лейтенанта пехоты. 
Принял участие в кратковременной, сколь и странной, греко-турецкой войне 1897 года. 
В Балканские войны командовал батальоном 17-го пехотного полка. 
Будучи монархистом, в период Национального раскола не последовал за премьер-министром Э. Венизелосом и как следствие был демобилизован из армии и не принял участие в Первой мировой войне.

## Малоазийский поход
В 1919 году, по мандату Антанты, Греция заняла западное побережье Малой Азии. Севрский мирный договор 1920 года закрепил регион за Грецией, с перспективой решения его судьбы через 5 лет, на референдуме населения:16. Завязавшиеся здесь бои с кемалистами приобрели характер войны, которую греческая армия была вынуждена вести уже в одиночку. Из союзников, Италия, с самого начала поддерживала кемалистов, Франция, решая свои задачи, стала также оказывать им поддержку. Греческая армия прочно удерживала свои позиции. 
Геополитическая ситуация изменилась коренным образом и стала роковой для греческого населения Малой Азии после парламентских выборов в Греции, в ноябре 1920 года. Под лозунгом «мы вернём наших парней домой», на выборах победила монархистская «Народная партия». Возвращение в Грецию германофила Константина освободило союзников от обязательств по отношению к Греции. Не находя дипломатического решения в вопросе с греческим населением Ионии, в совсем иной геополитической обстановке правительство монархистов продолжило войну. Напрягая свои ограниченные людские ресурсы, Греция мобилизовала ещё 3 призыва в армию.

### Весеннее и Летнее наступления 1921 года
После поражения Венизелоса на парламентских выборах ноября 1920 года, Платис был отозван в действующую армию. 
В 1921 году он принял командование VII пехотной дивизией.
Командуя этой дивизией он принял участие в Весеннем и Летнем наступлениях греческой армии на западе Малой Азии, включая самое большое сражение войны, победное для греческого оружия, Сражение при Афьонкарахисаре — Эскишехире. 
Однако турки отошли к Анкаре, и греческое правительство вновь встало перед дилеммой: что делать дальше:55-58.
Французский генерал Гуро заявил, что греки могут послать на передовую не более 60 тыс. солдат, которые должны пройти 600 км маршем из Смирны. Гуро заявил, что для принуждения к миру в Малой Азии необходимо иметь 27 дивизий, но у греков было всего 9 дивизий.
13/26 июля 1921 года, в занятой греческой армией Кютахье, состоялось совещание командования экспедиционной армии. На следующий день прибыл премьер Гунарис и был созван «Большой Военный Совет». Правительство торопилось закончить войну и решило наступать далее. 28 июля/10 августа 7 греческих дивизий форсировали Сакарью и пошли на восток.
Греческие историки такие как Сарандос Каргакос и Димитрис Фотиадис:82 именуют поход этих 7 дивизий «эпосом греческой армии».

### Полатлы
В отличие от остальных дивизий которые пошли на Анкару пересекая безводную Солёную пустыню, VII дивизии Платиса была поставлена задача пройти маршем 130 км вдоль железнодорожной линии Эскишехир-Анкара:73 и с боем форсировать Сакарью на её северном изгибе.
Стратегической целью было занятие железнодорожной станции Полатлы, находившейся в 80 км от Анкары и бывшей тогда выдвинутой базой снабжения кемалистской армии:84.
Дивизия с боем форсировала Сакарью в ночь с 10 на 11 августа и закрепившись на восточном берегу приступила к расширению плацдарма:92.
Дивизия получила приказ занять Полатлы:94.
На пути к Полатлы находился так называемый Конический холм, который солдаты дивизии взяли с ходу.
Однако после шквального обстрела турецкой тяжёлой артиллерией холм был оставлен.
Возникла угроза плацдарму. Платис приказал своему 1/22 батальону вновь взять холм «любой ценой».
В ночной атаке и последовавшем двухчасовом бое погибли командиры трёх рот этого батальона.
В сражении вокруг этого холма дивизии Платиса противостояли четыре (!) турецкие дивизии.
Однако 12/25 августа 3/23 батальону удалось сломить сопротивление турок и занять Конический холм.
Поскольку турки пытались избежать прорыва их фронта перед Анкарой в южном секторе, где наступали остальные греческие дивизии, они были вынуждены перебросить часть своих сил из сектора Полатлы.
Платис воспользовался ситуацией и взял инициативу в свои руки.
Дивизия сумела прорваться в горный проход Полатлы и занять Зубчатый холм а также хребет Беш Тепелер.
Но силы солдат были истощены в этом непрерывном наступательном порыве и Платис был вынужден дать им передышку.
Через пару часов наступление продолжилось и дивизия заняла Дуа Тепе (Холмы Близнецы) господствующие в этом регионе.
После этого значительного успеха дивизия бросилась в атаку на Полатлы:96.
По мнению историка Д. Фотиадиса, объективная задача поставленная перед дивизией Платиса «была почти достигнута».
3/23 батальон подошёл к Полатлы на расстоянии 4 км.
Турки были в панике. Они пытались удалить боеприпасы со складов, но за недостатком транспортных средств начали их взрывать.
Полатлы был нейтрализован как выдвинутая база снабжения турок.
VII дивизия соединилась с III корпусом армии, в подчинении которого она и находилась.
Но дивизия Платиса дорого заплатила за свой успех.
Она потеряла убитыми 17 офицеров и 260 рядовых, плюс раненными 65 офицеров и 1361 рядовых:97.

### Эпос Сакарьи
Тем временем остальные греческие дивизии, непрерывно, на протяжении 14 дней:109, брали одну за другой укреплённые вершины перед Анкарой и исчерпали свои силы и боеприпасы. 
Это позволило туркам предпринять 28 августа/10 сентября контратаку в расположении между I и V греческих дивизий. 
Эти две греческие дивизии выстояли, отбили контратаку и обратили турок в бегство к северу, преследуя их батальонами эвзонов. 
Но после этой победы у I дивизии почти не осталось боеприпасов:111 
Осознав, что кроме невосполнимых потерь, дивизии остались полностью без снарядов и почти без патрон, штаб экспедиционной армии принял 29 августа/11 сентября решение прекратить наступление и отойти за Сакарью. 
III корпус продолжал оставаться на своих позициях и его штаб дал приказ III дивизии передать VII дивизии Платиса, которая приняла основной натиск турок, все свои силы, за исключением одного полка. 
При этом солдаты одной роты VII дивизии Платиса в течение нескольких часов отражали атаку турок гранатами и штыками и не только сдержали натиск целой дивизии (! – 57-я турецкая дивизия), но и вынудили её к отступлению. 
К позициям этой роты сразу затем подошёл 2/39 полк эвзонов и бой продолжался непрерывно целую ночь. 
В полночь, предприняв неожиданную атаку, турки опрокинули один из греческих полков и закрепились на склоне горы Кара-даг.
Обстановка в секторе становилась критической, поскольку турецкий штаб постоянно перебрасывал сюда силы:113 
В 7 утра 29 августа части VII дивизии Платиса ринулись в контратаку в направлении Холмов Близнецов, находясь постоянно под огнём турецкой артиллерии. 
Части дивизии были остановлены артиллерийским огнём в 600 метрах от вершин этих холмов. 
1/37 батальон был вынужден под огнём оставить только что занятый им “Пилообразный Холм”. Однако попытка турок занять этот холм была отбита контратакой греческого батальона, который в очередной раз был вынужден оставить холм под огнём артиллерии. 
В одной из последовавших атак, 2/39 полк эвзонов взял в плен 124 турок. 
В 11:30 в бой вступила X греческая дивизия, но была остановлена огнём турецкой артиллерии. 
В 17:30 в бой вступила IX греческая дивизия. 
Это был один из самых смертельных боёв этого сражения. Роты остались без командиров, раненных оставляли на поле боя и собирали только с наступлением темноты. 
Это был также последний бой греческой армии восточнее Сакарьи и завершился греческой победой:114.
В 20:45 штаб экспедиционной армии дал приказ всем трём корпусам отойти за Сакарью.
I корпус оставил свои позиции в 01:001 утра 30 августа настолько бесшумно, что турки только на рассвете с удивлением обнаружили что греки ушли. 
Соблюдая полный порядок и без малейшего давления со стороны турок, отошли за Сакарью II и III корпуса армии. С последним ушла и VII дивизия полковника Платиса:115.

### К концу Малоазийского похода
Историк Димитрис Фотиадис пишет: «тактически мы победили, стратегически мы проиграли»:115. Правительство монархистов удвоило подконтрольную ему территорию в Азии, но возможностями для дальнейшего наступления не располагало. Не решив вопрос с греческим населением региона, правительство не решалось эвакуировать армию из Малой Азии. Фронт застыл на год.
В начале 1922 года полковник Платис передал командование VII дивизией полковнику Василию Курусопулосу. 
Получив повышение в звании генерал-майора, и после кратковременного отпуска, он принял командование штаба резервов в Смирне, охватывавшем также районы тылов вокруг города. 
После того как в августе 1922 года фронт был прорван, генерал-майор Платис принял кратковременное командование отступивших на Эритрейский полуостров (Чешме) частей, до их эвакуации на греческие острова.

## Последние годы
После последовавшего антимонархистского восстания армии в сентябре 1922 года, генерал-майор Платис, будучи монархистом, был демобилизован. 
Однако в знак его боевых заслуг, при мобилизации он был повышен в звание генерал-лейтенанта. 
Дальнейшая его судьба неизвестна. 
Учитывая то, что на момент демобилизации ему было около 60 лет, он умер скорее всего в межвоенные годы.